# Dick Lane
Pour les articles homonymes, voir Lane et Night train.
Pro Football Hall of Fame 1974
(en) Statistiques sur pro-football-reference
Richard « Dick » Lane, surnommé Night train, né le 16 avril 1928 à Austin au Texas et mort le 29 janvier 2002, est un joueur américain de football américain ayant évolué comme cornerback.

## Biographie

### Enfance, études et armée
Abandonné bébé dans une benne à ordures ménagères, il est élevé par Ella Lane.
Après de courtes études, il s'engage dans l'Armée de terre des États-Unis où il participe à la guerre de Corée.

### Carrière professionnelle
En 1952, sur un coup tête et lassé de son travail dans une usine, il rejoint pour un essai le camp d'entraînement des Rams de Los Angeles sans avoir été drafté, initialement comme wide receiver. Les Rams le poste comme defensive back, ce qui explique qu'il porte le numéro inhabituel de 81 pour son poste. En effet, le poste était occupé par Tom Fears et Elroy Hirsch, deux futures Hall of Famers.
Avec les Rams, il hérite malgré lui du surnom de Night train (« train de nuit »). Cela provient, selon les sources, d'une chanson de Buddy Morrow que Tom Fears jouait souvent ou de sa peur de voler qui l'oblige à prendre le train.
Il détient le record du plus grand nombre d'interceptions en une saison avec 14 unités, ce qu'il fit la saison NFL 1952, son année comme rookie.
Par la suite, il est échangé aux Cardinals de Chicago — futurs Cardinals de l'Arizona — (de 1954 à 1959) puis aux Lions de Détroit (de 1960 à 1965) et c'est dans cette dernière équipe qu'il a le plus d'aura. Il est en effet réputé comme un joueur rugueux qui a l'habitude de tacler par la tête et le cou — le face mask est aujourd'hui interdit.

### Vie privée
Il se marie trois fois dont une fois avec la chanteuse de jazz Dinah Washington.

## Postérité
Il est sélectionné sept fois au Pro Bowl (1954, 1955, 1956, 1958, 1960, 1961 et 1962), dix fois comme All-Pro (1954, 1955, 1956, 1957, 1958, 1959, 1960, 1961, 1962 et 1963) et fait partie de l'équipe NFL de la décennie 1950.
En 1969, il est nommé le meilleur cornerback des cinquante premières années de la National Football League. En 1974, il est également intronisé au Pro Football Hall of Fame.